# Ceoptera evansae
Ceoptera evansae (que significa "ala de niebla") es la única especie del género extinto Ceoptera de pterosaurio darwinóptero, que vivió a finales del período Jurásico Medio, entre 168 a 166 millones de años, durante la época del Bathoniense en lo que hoy es Europa, específicamente en Escocia. La especie es conocida a partir de un esqueleto parcial. Es el único pterosaurio de la Formación Kilmaluag. Ceoptera representa el segundo pterosaurio nombrado en Escocia, después de Dearc en 2022.

## Descubrimiento e investigación
El espécimen holotipo de Ceoptera, NHMUK PV R37110, fue descubierto en 2006 en sedimentos de la Formación Kilmaluag cerca de Elgol en la Isla de Skye de Escocia, Reino Unido. El espécimen asociado incompleto, que se conserva en tres bloques, consta de vértebras dorsal y caudal (además de dos vértebras fragmentarias indeterminadas), un esternón y una pelvis parciales, el escapulocoracoides derecho y varios huesos de la extremidad anterior y posterior izquierdas.
El material fósil se mencionó por primera vez en un resumen de una conferencia de 2019, y posteriormente en una revisión de 2020 de la fauna de vértebras fósiles de la Formación Kilmaluag, y en una prepublicación académica de 2022.
En 2024, Martin-Silverstone et al . describieron a Ceoptera evansae como un nuevo género y especie de pterosaurio darwinóptero basándose en estos restos fósiles. El nombre del género, "Ceoptera", combina la palabra gaélica escocesa "cheò"/"ceò" (pronunciada "ki-yo"), haciendo referencia a Eilean a' Cheò (que significa "Isla de la Niebla"), el nombre gaélico común para la isla de Skye, junto con la palabra griega "ptera", que significa "ala". El nombre específico, "evansae", honra a la paleontóloga británica Susan E. Evans y sus contribuciones científicas, especialmente sobre Skye.

## Descripción
El holotipo de Ceoptera tiene una longitud estimada para su extremidad anterior de 76 centímetros y se le calcula una envergadura de alrededor de 1.6 metros. Muchas de las estructuras del esqueleto están completamente fusionadas, y algunas superficies de los huesos tienen una textura densa y lisa. Ambas características son propias de la madurez osteológica, por lo que probablemente el individuo ya había parado de crecer cuando murió.

## Clasificación
Martin-Silverstone et al. (2024) encontraron que Ceoptera es un miembro darwinóptero del clado Monofenestrata, en una politomía sin resolver junto a otros taxones similares. El clado Darwinoptera es, a su vez, el taxón hermano de los Pterodactyloidea.

|  | Changchengopterus |
|  |                   |
|  | Kunpengopterus    |
|  |                   |
|  | Wukongopterus     |
|  |                   |
|  | Darwinopterus     |
|  |                   |
|  | Kryptodrakon      |
|  |                   |
|  | Cuspicephalus     |
|  |                   |
|  | Allkaruen         |
|  |                   |
|  | Ceoptera          |
|  |                   |

|  | Pterodactylus                                 |
|  |                                               |
|  | \| \| Pterodactiloideos derivados \| \| \| \| |
|  |                                               |
|  | Pterodactiloideos derivados                   |
|  |                                               |

|  | Pterodactiloideos derivados |
|  |                             |

|  | Pterodactylus                                 |
|  |                                               |
|  | \| \| Pterodactiloideos derivados \| \| \| \| |
|  |                                               |
|  | Pterodactiloideos derivados                   |
|  |                                               |

|  | Pterodactiloideos derivados |
|  |                             |

|  | Changchengopterus |
|  |                   |
|  | Kunpengopterus    |
|  |                   |
|  | Wukongopterus     |
|  |                   |
|  | Darwinopterus     |
|  |                   |
|  | Kryptodrakon      |
|  |                   |
|  | Cuspicephalus     |
|  |                   |
|  | Allkaruen         |
|  |                   |
|  | Ceoptera          |
|  |                   |

|  | Pterodactylus                                 |
|  |                                               |
|  | \| \| Pterodactiloideos derivados \| \| \| \| |
|  |                                               |
|  | Pterodactiloideos derivados                   |
|  |                                               |

|  | Pterodactiloideos derivados |
|  |                             |

|  | Pterodactylus                                 |
|  |                                               |
|  | \| \| Pterodactiloideos derivados \| \| \| \| |
|  |                                               |
|  | Pterodactiloideos derivados                   |
|  |                                               |

|  | Pterodactiloideos derivados |
|  |                             |